# Alcatel T10
L'Alcatel One Touch T10 è il primo tablet di una serie di tablet pc commercializzato con il marchio Alcatel e prodotto dalla TCL Corporation.

## Hardware
Si tratta di un dispositivo con schermo da 7" dotato di Sistema Operativo Android 4.0.3 Ice Cream Sandwich. Questo dispositivo ha una sola fotocamera frontale da 0,3 megapixel.
Il processore è un ARM Cortex-A8 da 1 Ghz. La quantità di Ram presente è di 1 GB. Il dispositivo dispone di 4 GB di memoria interna espandibile con una MicroSD fino ad un massimo di 32 GB.